# Yoshizawa-Randlett-System
Das Yoshizawa-Randlett-System ist ein vereinheitlichtes Notationssystem zum grafischen Darstellen von Faltschritten bei Origamimodellen. Diese standardisierten Diagramme finden sich in nahezu allen heute weltweit vertriebenen Origamibüchern, was auch mit einer Einteilung der Modelle in verschiedene Schwierigkeitsstufen einhergeht.

## Entstehung
Frühe Origamibücher bedienten sich verschiedener Systeme zur Veranschaulichung von Faltprozessen, ob per Zeichnung oder Fotografie. Die früheste Origami Anleitungen finden sich in dem 1797 erschienenen  Senbazuru Orikata, frei übersetzt als 1000 Origami Kraniche, welches verschiedene Varianten zeigt mehrere zusammenhänge Origami Kraniche zu falten. Es enthält keine Schritt für Schritt Anleitungen, sondern nur das Faltmuster für den Kranich und Diagramme wie das Papier zu schneiden ist.

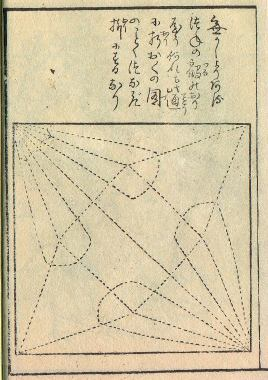
Senbazuru Orikata (1797) Faltmuster des Origami Kranichs

1954 veröffentlichte Akira Yoshizawa eine Monografie mit dem Titel Atarashi Origami Geijutsu (Neue Origamikunst), in der er ein System vorschlug, das mit gestrichelten und gepunkteten Linien zur Darstellung von Talfalten sowie einigen weiteren Symbolen arbeitete. Dieses System erregte die Aufmerksamkeit von Samuel Randlett und Robert Harbin, die es um weitere Symbole erweiterten und damit zu einem Standard entwickelten. Das Yoshizawa-Randlett-System wurde dann erstmals 1961 in Samuel Randletts Art of Origami veröffentlicht. Schnell wurde das System von der internationalen Origami-Gemeinschaft angenommen und ist noch heute in Verwendung.

## Origami-Symbole

### Basisfaltungen
Es werden zwei Arten von Origami-Symbolen verwendet: Pfeile, die anzeigen, wie das Papier bewegt und in welche Richtung gefaltet wird, sowie Linien, die wie folgt unterschieden werden:
- Dicke Linien zeigen Ecken und Kanten.
- Dünne Linien, die nicht die Kanten des Papiers berühren, zeigen einen bereits gefalteten Falz.
- Gestrichelte Linien zeigen Talfalten.
- Eine Strichpunktlinie zeigt eine Bergfalte an.
- Eine gepunktete Linie zeigt eine nicht sichtbare Ecke bzw. Kante oder das Ziel des Faltschrittes.

Talfalte mit Richtung der Faltung
Bergfalte mit Richtung der Faltung
Die Punkte aufeinanderfalten
Talfalte falten und wieder entfalten. Übrig bleibt ein Mittelfalz.
Das Blatt wenden. Auf der nun sichtbaren Rückseite ist die Ecke der Vorderseite angedeutet.
Drehen
Vergrößerte Darstellung

### Erweiterte Faltungen
Die folgenden Faltungen erfordern in der Regel mehrere Handgriffe:

Mehrfaches Falten (Rollen)
Öffnen des Papiers; hier: Quetschfaltung
Ziehen; hier: komplett entfalten
Wiederholen des Faltschrittes entsprechend der Anzahl der gezeichneten Querstriche; hier: auf der Rückseite wiederholen
Abstände beachten
Winkel beachten
Zickzackfaltung (Kombination aus Tal- und Bergfalte)
Zickzackfalte (hier: zweilagiges Papier) nach innen.
Zickzackfalte nach außen
Gegenbruchfalte nach innen (Papier wird versenkt)
Gegenbruchfalte nach außen (Papier wird nach außen gestülpt)
Pusten/Aufblasen
Versenken

### Zusammengesetzte Faltungen
Zusammengesetzte Faltungen sind nur schwer mit einfachen Diagrammen darzustellen, so dass sie oft mit (räumlich visualisierten) Zwischenschritten dargestellt werden. Die wichtigsten, oft wiederkehrenden zusammengesetzten Faltungen sind:

Quetschfaltung
Hasenohrfaltung
Blütenblattfaltung